# Țigănești (Strășeni)
Țigănești è un comune della Moldavia situato nel distretto di Strășeni di 1.319 abitanti al censimento del 2004. Il nome di Țigănești, viene dalla parola Țiglă  che vuol dire argilla ,  dato che in Țigănești ( nome originario era Țiglăiești , che poi viene registrato erratamente Țigănești dai russi ) , i paesani di questo paesino erano maestri della lavorazione in argilla , nel paesino c’erano più di 60 forni per fare vari oggetti di uso comune e tegole per le case. Mestiere che hanno trasmesso anche agli abitanti del posto. 
Il paesino è abitato da cittadini moldavi parlanti lingua rumena. Ricco di tradizioni tramandate da padre in figlio . Come il “ Hramul satului “ la Sagra del paese dove si pratica il concorso della  lotta greco-romana tra i giovani , con tanto di musica e ballo e tanti invitati ,  le “ rusale” la festa delle acque quando si puliscono i pozzi del paese , le feste natalizie , dove ancora i bambini e grandi vanno per le case a cantare i canti natalizzi e.a.   

## Storia
Il nome di Țigănești, viene dalla parola țiglă. Che in Rumeno significa “tegola” ( argilla)